# Philippe Plassart
 (septembre 2013).
 (janvier 2009).
Pour les articles homonymes, voir Plassart.
Philippe Plassart, né le 29 octobre 1957 à Saint-Germain-en-Laye, est un journaliste économique français.
Il a commencé sa carrière à Liaisons sociales en 1981. Il était chargé de la rubrique Conjoncture et Statistiques. Il intègre Le Nouvel Économiste en novembre 1989 à la rubrique Conjoncture et macro-économie. Il en devient l'un des rédacteurs en chef en 2003. Il a obtenu le deuxième "prix du meilleur article financier" en 2010.